# Chakir Boujattaoui
Chakir Boujattaoui (* 16. Januar 1983 in Nador) ist ein marokkanischer Langstrecken- und Hindernisläufer.

## Leben
Bei den Crosslauf-Weltmeisterschaften 2008 in Edinburgh kam er auf den 40. Platz.
Im Jahr darauf wurde er bei den Crosslauf-Weltmeisterschaften in Amman Achter. Bei den Mittelmeerspielen in Pescara gewann er Silber über 3000 Meter Hindernis, und bei den Weltmeisterschaften in Berlin wurde er Elfter über 5000 Meter.
2010 wurde er bei den Crosslauf-Weltmeisterschaften in Bydgoszcz Zwölfter im Einzel und Vierter mit der marokkanischen Mannschaft. Sein Dopingtest war jedoch positiv auf das EPO-Derivat Mircera. Er wurde für zwei Jahre gesperrt und die Ergebnisse wurden gestrichen.

## Persönliche Bestzeiten
- 3000 m: 7:41,21 min, 7. Juli 2009, Lausanne
- 5000 m: 13:09,62 min, 10. Juli 2009, Rom
- 3000 m Hindernis: 8:13,83 min, 2. Juli 2009, Pescara